# Jacques Moquet
Jacques Moquet, né le 19 mars 1912 à Longpont (Aisne) et mort le 9 octobre 1985 à Compiègne (Oise), est un homme politique français.

## Biographie
Il est fait prisonnier, un an, pendant la Seconde Guerre Mondiale.  A la fin du conflit, il s'engage en politique en devenant maire de Villemontoire jusqu'en 1977. Il est également conseiller général du canton Oulchy-le-Château de 1957 à 1972.
Il se présente aux élections de 1946,  en dernière position, sur la liste du PRL, conduite par Charles Desjardins et n'est pas élu. Il devient suppléant de René Blondelle, pour les sénatoriales, en 1959 et en 1962. Il tente de se présenter en son propre nom aux sénatoriales de 1966 , mais échoue. En 1968, il tente de se faire élire député de la deuxième circonscription de l'Aisne mais échoue dès le premier tour.
Il entre au Palais du Luxembourg, en 1971, à la suite du décès de René Blondelle. Il siège au sein de la commission des affaires culturelles.
Il se représente aux élections sénatoriales de 1971, en candidature isolée, mais est éliminé dès le premier tour.

## Détail des fonctions et des mandats
Mandat parlementaire
- 26 février 1971 - 1er octobre 1971 : Sénateur de l'Aisne